# Akademie der Wissenschaften zu Berlin
Die Akademie der Wissenschaften zu Berlin (AWB) war eine für wenige Jahre bestehende wissenschaftliche Akademie. Sie wurde 1987 im Westteil Berlins gegründet und durch einen Beschluss des Berliner Abgeordnetenhauses zum Ende des Jahres 1990 wieder aufgelöst.

## Geschichte
Die Akademie wurde am 10. Oktober 1987 eröffnet. Ihr Präsident war der Ökonom Horst Albach. Die Akademie war nicht in Klassen, sondern in sieben Arbeitsgruppen unterteilt. Nachdem der Einigungsvertrag 1990 eine landesrechtliche Regelung für das Fortbestehen der Gelehrtensozietät der Akademie der Wissenschaften der DDR vorgesehen hatte, wurde die AWB zum Jahresende 1990 wieder aufgelöst (einzelne Arbeitsvorhaben wurden noch bis 1993 fortgeführt).
Die Berlin-Brandenburgische Akademie der Wissenschaften zählt die AWB zusammen mit der Preußischen Akademie der Wissenschaften und der aus dieser hervorgegangenen Akademie der Wissenschaften der DDR zu ihren Vorgängereinrichtungen.